# Холіна Серафима Василівна
Серафима Василівна Холіна (29 серпня 1923 , Москва  — 10 квітня 2021 , Москва ) — радянська актриса.

## Біографія
Народилася 29 серпня 1923 року в Москві. Під час німецько-радянської війни з лютого 1942 по вересень 1944 працювала токарем на Заводі імені Володимира Ілліча. У 1944—1949 роках навчалася на акторському факультеті ВДІКу (майстерня Юлія Яковича Райзмана). Там же у неї зав'язався роман з однокурсником Олегом Голубицьким (1923—1995), пізніше вони одружилися і прожили разом все життя.
Після закінчення ВДІКу вона поступила на кіностудію «Мосфільм» і до Театру-студії кіноактора, де працювала до виходу на пенсію в 1983 році. Дебют в кіно відбувся в 1950 році. Особливо запам'яталася в ролі ведучої показу мод в «Діамантовій руці» Леоніда Гайдая. Активно працювала в дубляжі, озвучувала безліч найвідоміших актрис світу, серед яких Софі Лорен, Моніка Вітті та інші.

### Хвороба і смерть
В останні роки життя актриса страждала від хвороби Альцгеймера. Померла 10 квітня 2021 року на 98-му році життя в Москві.

### Сім'я
- Батько — Василь Іотович Холін, залізничник.
- Мати — Серафима Леонідівна, домогосподарка.
- Чоловік — Олег Голубицький (1923—1995), кіноактор, заслужений артист РРФСР (1988).
  - Дочка — Людмила (нар.. 1955), працівник міністерства.

## Творчість

### Роботи в театрі
- «Діти Ванюшина» Сергій Найдьонов — Катя
- «Три солдата» Юрій Єгоров і Юрій Побєдоносцев — Валя Рощина, Нюся
- «Бідність не порок» Олександр Островський — Егорушка
- «Дон Іванич» режисер Борис Бібіков) — Галя
- «Машенька» Олександр Афіногенов — Галя
- «Біда від ніжного серця» Володимир Соллогуб — Катерина Іванівна
- «Біля небезпечної лінії» Валентина Любимова — Ліза
- «Дядечків сон» Федір Достоєвський — третя дама
- «Мандат» Микола Ердман — Варвара Гулячкина
- «Той, що несе в собі» Лідія Сухаревська — студентка

### Фільмографія
1. 1950 — Кавалер Золотої Зірки — епізод (немає в титрах)
2. 1950 — Сміливі люди — епізод (немає в титрах)
3. 1951 — Сільський лікар — епізод (немає в титрах)
4. 1953 — Вихори ворожі — епізод (немає в титрах)
5. 1954 — Вірні друзі — епізод
6. 1954 — Про це не можна забувати — член бюро райкому (немає в титрах)
7. 1955 — Доброго ранку — подруга
8. 1958 — Жених з того світу — продавчиня морозива в поїзді (немає в титрах)
9. 1958 — Іван Бровкін на цілині — медсестра (немає в титрах)
10. 1959 — Аннушка — епізод
11. 1964 — Викликаємо вогонь на себе — прачка
12. 1964 — Заметіль — міщанка
13. 1968 — Діамантова рука — ведуча показу мод

### Озвучування
1. 1959 — Адам хоче бути людиною (Лиовська кіностудія) — Люце (роль Аудроне Боярчюте)
2. 1959 — Тигрова бухта (Tiger Bay, Велика Британія)
3. 1959 — Юлюс Яноніс (Литовська кіностудія) — Мілда (роль Олени Яцкуте)
4. 1961 — Хто ви, доктор Зорге? (фр. Qui êtes-vous, Monsieur Sorge?; Франція, ФРН, Італія, Японія) — Лілі Браун (роль Інгрід ван Берген)
5. 1961 — Прекрасна американка (фр. La Belle Américaine; Франція) — Полетт (роль Колетт Броссе)
6. 1962 — Я, бабуся, Іліко та Іларіон (Грузія-фільм) — Цира (роль Кіри Андронікашвілі)
7. 1963 — Вчора, сьогодні, завтра (італ. Ieri, oggi, domani; Італія, Франція) — Аделіна Сбараті / Анна Мольтені / Мара (роль Софі Лорен)
8. 1964 — Шлюб по-італійськи (італ. Matrimonio All'Italiana; Італія, Франція) — Філумена Мартурано (роль Софі Лорен)
9. 1964 — Пансіон Буланка (нім. Pension Boulanka; ДЕФА, НДР)
10. 1964 — Чорний тюльпан (фр. La tulipe noire; Франція, Італія, Іспанія) — Маркіза Катрін де Вігонь (роль Дон Аддамс)
11. 1965 — Дівчина з банку (пол. Zbrodniarz i panna; Польща) — Малгожата
12. 1965 — Роззява (Le Corniaud; Франція, Італія) — Джин (роль Аліди Келлі)
13. 1965 — Світло за шторами (угор. Fény a redöny mögött; Мафільм, Угорщина) — Магда (роль Ілдіко Печі)
14. 1966 — Велика прогулянка (фр. La Grande Vadrouille; Франція, Велика Британія) — Жюльєтта (роль Марі Дюбуа)
15. 1966 — Де третій король? (пол. Gdzie jest trzeci król?; Польща)
16. 1966 — Часи землемірів (лат. Mērnieku laiki; Ризька кіностудія)
17. 1966 — З часів голоду — Назлу (роль Е. Манвелян)
18. 1967 — Оскар (фр. Oscar; Франція) — Жермен Барньє, дружина Бертрана Барньє (роль Клод Жансак)
19. 1967 — Чінгачгук-Великий Змій (нім. Chingachgook, die grosse Schlange; ДЕФА, НДР) — Юдіт (роль Ліло Гран)
20. 1968 — Не промахнися, Асунта! (італ. La Ragazza con la pistola;) — Ассунта (роль Моніки Вітті)
21. 1968 — Смішна дівчина (англ. Funny Girl; США) — Джорджія Джеймс (роль Енн Френсіс)
22. 1969 — Правиця великого майстра (Грузія-фільм) — Вардісахар (роль Лейли Абашидзе)
23. 1970 — Берег вітрів (ест. Tuuline rand; Талліннфільм) — Анетте (роль Лейли Сяялік)
24. 1971 — Жінки поза грою (чеськ. Ženy v ofsajdu; Чехословаччина) — ЕМА
25. 1972 — І дощ змиває всі сліди (нім. Und der Regen verwischt jede Spur; ФРН, Франція) — Ірен, мати Христини (роль Рут-Марії Кубічек)
26. 1972 — Розслідування доручено мені (угор. Hekus lettem; Угорщина)
27. 1973 — Боббі (англ. Bobby; Індій)
28. 1973 — Гіркий урок (Грузія-фільм)
29. 1974 — Обчислене щастя (чеськ. Jáchyme, hod ho do stroje!; Чехословаччина)
30. 1974 — Вбивство в «Східному експресі» (англ. Murder on the Orient Express; Велика Британія) — Хільдегарда Шмідт (роль Рейчел Робертс)
31. 1974 — Піаф. Ранні роки (фр. Piaf. Les premières années; Франція) — Лулу (роль Сільві Жолі)
32. 1976 — Знайомство по шлюбному оголошенню (фр. Cours après moi que je t'attrape; Франція) — Симона Дарю (роль Женев'єви Фонтанель)
33. 1976 — Золоті дукати примари (угор. Kísértet Lublón; Угорщина)
34. 1976 — Прокажена (пол. Trędowata; Польща)
35. 1977 — Рача, любов моя (чеськ. Rača, láska moja; СРСР, Чехословаччина)
36. 1980 — Великий виграш (Вірменфільм)

## Примітка
1. ↑  Умерла Серафима Холина, актриса из фильма «Бриллиантовая рука» [Архівовано 20 квітня 2021 у Wayback Machine.] // Комсомольская правда / www.kp.ru
2. ↑  Умерла актриса из «Бриллиантовой руки» Серафима Холина [Архівовано 19 квітня 2021 у Wayback Machine.] // РИА Новости / ria.ru